# 2008年夏季奧林匹克運動會水球比賽
2008年夏季奧林匹克運動會的水球比賽由8月9日至8月23日於北京英東游泳館舉行，本屆的水球賽事共會產生兩枚金牌。當中會有12隊男子及8隊女子國家隊參與，並各分成兩組，進行單循環賽（男子組別有30場；女子組別有12場）。

## 各國獎牌榜
| 排名   | 国家／地区 | 金牌 | 银牌 | 铜牌 | 總數 |
| ------ | ---------- | ---- | ---- | ---- | ---- |
| 1      | 匈牙利     | 1    | 0    | 0    | 1    |
| 1      | 荷兰       | 1    | 0    | 0    | 1    |
| 3      | 美国       | 0    | 2    | 0    | 2    |
| 4      |            | 0    | 0    | 1    | 1    |
| 4      | 塞尔维亚   | 0    | 0    | 1    | 1    |
| 總計： | 總計：     | 2    | 2    | 2    | 6    |

## 參與隊伍
以下球隊分別透過各大洲國際水球比賽及2007年世界游泳錦標賽水球比賽取得北京奧運水球賽事的入場券：

### 男子
| 國家       | 出席次數 | 出線資格                         | 資格賽舉行日期          | 資格賽舉行地點     |
| ---------- | -------- | -------------------------------- | ----------------------- | ------------------ |
| 中国       |          | 主辦國                           | 資格賽舉行日期          | 資格賽舉行地點     |
|            |          | 2007年世界游泳錦標賽水球比賽冠軍 | 2007年3月17日至4月1日   | 墨爾本             |
| 匈牙利     |          | 2007年世界游泳錦標賽水球比賽亞軍 | 2007年3月17日至4月1日   | 墨爾本             |
| 西班牙     |          | 2007年世界游泳錦標賽水球比賽季軍 | 2007年3月17日至4月1日   | 墨爾本             |
| 塞爾維亞   |          | 2007年世界水球聯賽冠軍           | 2007年7月3日至8月12日   | 柏林               |
| 蒙特內哥羅 |          | 2007年歐洲水球奧運資格賽冠軍     | 2007年9月2日至9月7日    | 大布拉落拉匹克聯亞 |
| 美国       |          | 2007年泛美水球錦標賽冠軍         | 2007年7月13日至7月29日  | 里約熱內盧         |
|            |          | 2007年大洋洲水球錦標賽冠軍       | 2007年11月30日至12月2日 | 泛美克             |
| 德国       |          | 奧運落選賽第一名                 | 2008年3月2日至3月9日    | 奧拉迪亞           |
| 義大利     |          | 奧運落選賽第二名                 | 2008年3月2日至3月9日    | 奧拉迪亞           |
| 希腊       |          | 奧運落選賽第三名                 | 2008年3月2日至3月9日    | 奧拉迪亞           |
| 加拿大     |          | 奧運落選賽第四名                 | 2008年3月2日至3月9日    | 奧拉迪亞           |

### 女子
| 國家   | 出席次數 | 出線資格                           | 資格賽舉行日期           | 資格賽舉行地點 |
| ------ | -------- | ---------------------------------- | ------------------------ | -------------- |
| 中国   |          | 主辦國                             | 資格賽舉行日期           | 資格賽舉行地點 |
| 荷蘭   |          | 2007年歐洲女子水球奧運資格賽冠軍   | 2007年8月19日至8月26日   | 奇里希         |
| 美国   |          | 2007年泛美女子水球錦標賽冠軍       | 2007年7月13日至7月29日   | 里約熱內盧     |
|        |          | 2007年大洋洲女子水球奧運資格賽冠軍 | 2007年12月17日至12月19日 | 布里斯本       |
| 義大利 |          | 奧運落選賽第一名                   | 2008年2月17日至2月24日   | 因佩里亞       |
| 俄羅斯 |          | 奧運落選賽第二名                   | 2008年2月17日至2月24日   | 因佩里亞       |
| 匈牙利 |          | 奧運落選賽第三名                   | 2008年2月17日至2月24日   | 因佩里亞       |
| 希腊   |          | 奧運落選賽第四名                   | 2008年2月17日至2月24日   | 因佩里亞       |

## 各項成績
| 項目             | 金牌 | 银牌 | 铜牌 |
| 男子水球（詳細） | 匈牙利（HUN） · 塞奇·佐尔坦 · 沃尔高·陶马什 · 毛道劳什·诺贝特 · 沃尔高·德奈什 · 卡沙什·陶马什 · 霍什年斯基·诺贝特 · 基什·盖尔盖伊 · 拜奈代克·蒂博尔 · 沃尔高·达尼埃尔 · 比罗什·彼得 · 基什·加博尔 · 莫尔纳·陶马什 · 盖尔盖伊·伊什特万   | 美国（USA） · 梅里尔·摩西 · 彼得·瓦雷拉斯 · 彼得·赫德纳特 · 杰弗里·鲍尔斯 · 亚当·赖特 · 里克·默洛 · 莱恩·博宾 · 托尼·阿泽维多 · 瑞安·贝利 · 蒂姆·胡滕 · 杰西·史密斯 · 詹姆斯·克伦普霍尔兹 · 布兰登·布鲁克斯             | 塞尔维亚（SRB） · 丹尼斯·舍菲克 · 日夫科·戈齐奇 · 安德里亚·普尔拉伊诺维奇 · 瓦尼亚·乌多维契奇 · 德扬·萨维奇 · 杜什科·皮耶特洛维奇 · 尼古拉·拉真 · 菲利普·菲利波维奇 · 亚历山大·契里奇 · 亚历山大·沙皮奇 · 弗拉迪米尔·武亚辛诺维奇 · 布兰科·佩科维奇 · 斯洛博丹·索罗 |
| 女子水球（詳細） | 荷兰（NED） · 丽安娜·吉什拉尔 · 西蒙·库特 · 迈克·德诺伊 · 耶芙克·范贝尔克姆 · 米克·卡鲍特 · 娅塞明·斯米特 · 诺基·克莱因 · 比尤拉肯·哈克维蒂安 · 丹妮尔·德布鲁因 · 伊尔莎·范德迈登 · 希莉安·范登贝尔赫 · 阿莱特·塞布林 · 玛丽克·范登哈姆 | 美国（USA） · 劳伦·温格 · 卡米·克雷格 · 莫里娅·范诺曼 · 杰茜卡·斯蒂芬斯 · 纳塔莉·戈尔达 · 帕蒂·卡德纳斯 · 伊丽莎白·阿姆斯特朗 · 希瑟·彼得里 · 布伦达·维拉 · 布里塔妮·海斯 · 埃尔茜·温兹 · 艾莉森·格雷戈尔卡 · 杰梅·希普 | （AUS） · 埃玛·诺克斯 · 杰玛·比兹沃斯 · 妮基塔·卡夫 · 丽贝卡·里彭 · 苏齐·弗雷泽 · 布朗温·诺克斯 · 塔妮勒·戈弗斯 · 凯特·金瑟 · 詹娜·圣罗米托 · 米娅·圣罗米托 · 梅利莎·里彭 · Amy Hetzel · 艾丽西亚·麦科马克                                                          |

## 外部連結
- 本屆奧運各項項目比賽時間表